# みなみ寄居駅
みなみ寄居駅（みなみよりいえき）は、埼玉県大里郡寄居町大字富田にある、東武鉄道東上本線の駅である。駅番号はTJ 35。副駅名はホンダ寄居前（）。
開設は2020年（令和2年）であり、東武鉄道では2017年（平成29年）に開設した東武ワールドスクウェア駅（鬼怒川線）以来、東上本線では2002年（平成14年）に開設したつきのわ駅以来の新駅。

## 概要
自動車メーカーの本田技研工業（ホンダ）は2023年度（令和5年度）を目途に狭山市にある埼玉製作所狭山完成車工場を閉鎖、寄居町にある埼玉製作所寄居完成車工場（現・埼玉製作所完成車工場）に機能を集約・強化する方針を決定していたが、勤務する従業員らが増加することで、寄居完成車工場や小川工場への通勤客で慢性的に混雑状態である沿道の国道254号渋滞悪化が見込まれ、課題となっていた。
道路の混雑緩和や従業員のアクセス向上を目的として、本田技研工業が東武鉄道側に駅新設を要望し、同社が建設費用を全額負担する請願駅として駅開設に至った（事業費用は非公表）。利用客として工場勤務者を想定しており、パークアンドライドの促進も検討している。

## 歴史

### 年表
- 2017年（平成29年）11月：本田技研工業が東武鉄道と東上線の活用についての協議を開始[5]。
- 2019年（平成31年・令和元年）
  - 3月：関東運輸局が当駅の整備を認可[5]。
  - 6月3日：東武鉄道が新駅の設置を発表[8]。
  - 12月23日：駅名称が「みなみ寄居駅」、副駅名は「ホンダ寄居前」に決定する[1]。
- 2020年（令和2年）10月31日：開業[1][2][3]。
- 2021年（令和3年）3月13日：運賃計算特例を廃止し、当駅発着運賃を設定[9]。

### 駅名の由来
東武鉄道は、「寄居町の南側に位置する駅として分かりやすく、また親しみを込めて “南”を平仮名で表記する」とした。また、同駅を本田技研工業埼玉製作所完成車工場への最寄駅として、国内外のホンダ関係者が多く利用することから、副駅名を「ホンダ寄居前」とした。
東上線系統で副駅名が付与されている駅の中で唯一、公式路線図や停車駅案内においても副駅名併記が成されている。

## 駅構造
4両編成に対応する長さ約90 mの単式ホーム1面1線を有する、築堤上にある地上駅。
改札・ホームは2階にあり、橋上駅舎の3階から西側に隣接するホンダ寄居工場へ向けて連絡通路が設置されている。エレベーターは地上 - 2階 - 3階を結んでおり、改札外トイレは3階の工場通用口横にある。
当駅の券売機では、「TJライナー」の座席指定券や東武本線系統の特急券、各種企画乗車券の購入はできない。
後述するように2021年3月12日までは運賃計算が特殊であったため、当駅から上り（池袋方面）または下り（寄居方面）に利用する方向により使用する自動改札機が異なっていたが、翌3月13日以降は改札機の区別が無くなっている。
改札の近くには乗降車駅証明書発行機が設置されているが、2021年3月12日までは切符を利用して当駅から下り（寄居駅）方向に乗車する場合、これを利用した上で係員に申し出て入場する必要があった。

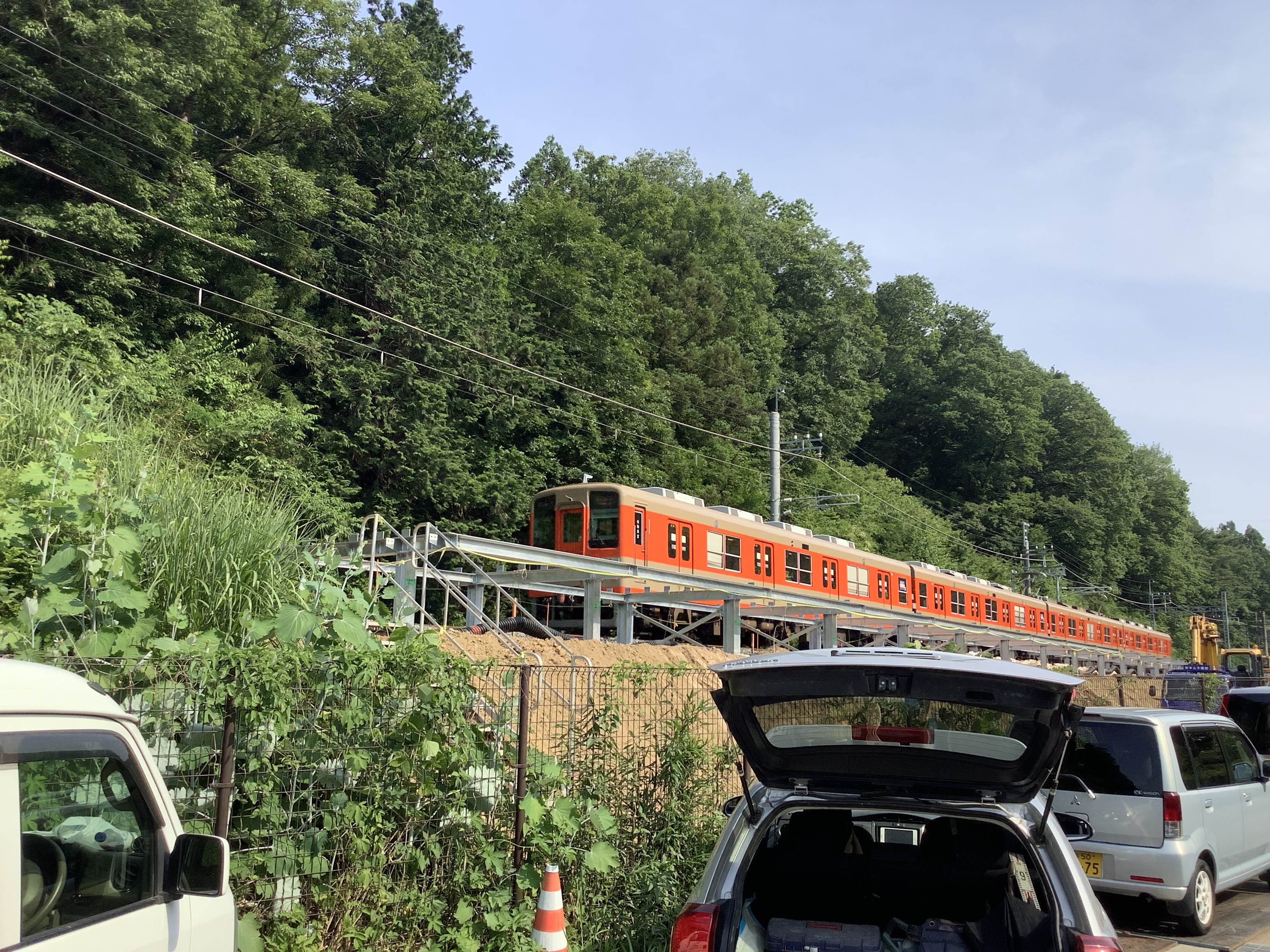
開業前工事中の駅舎（2020年6月9日）
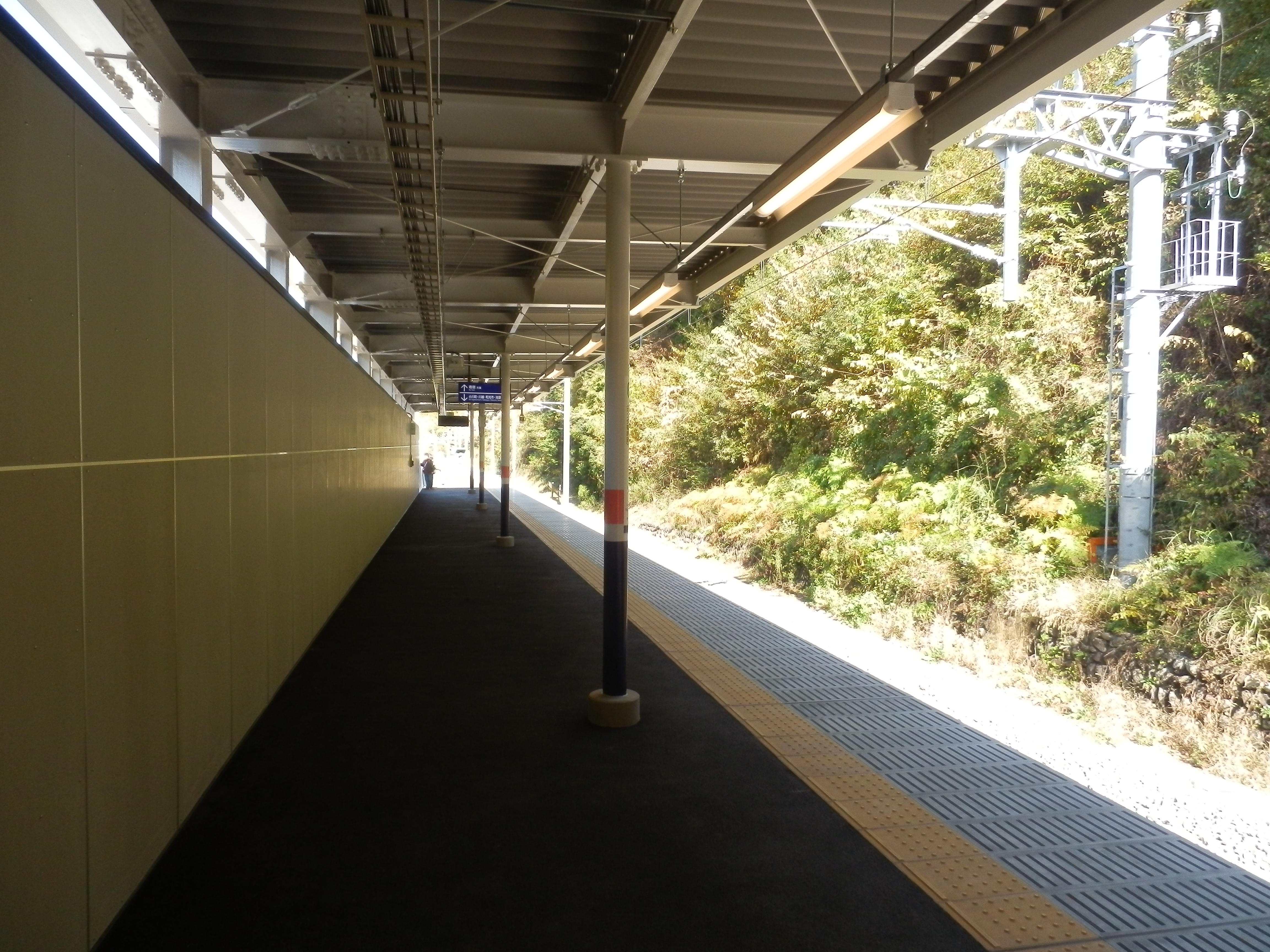
ホーム（2020年11月14日）
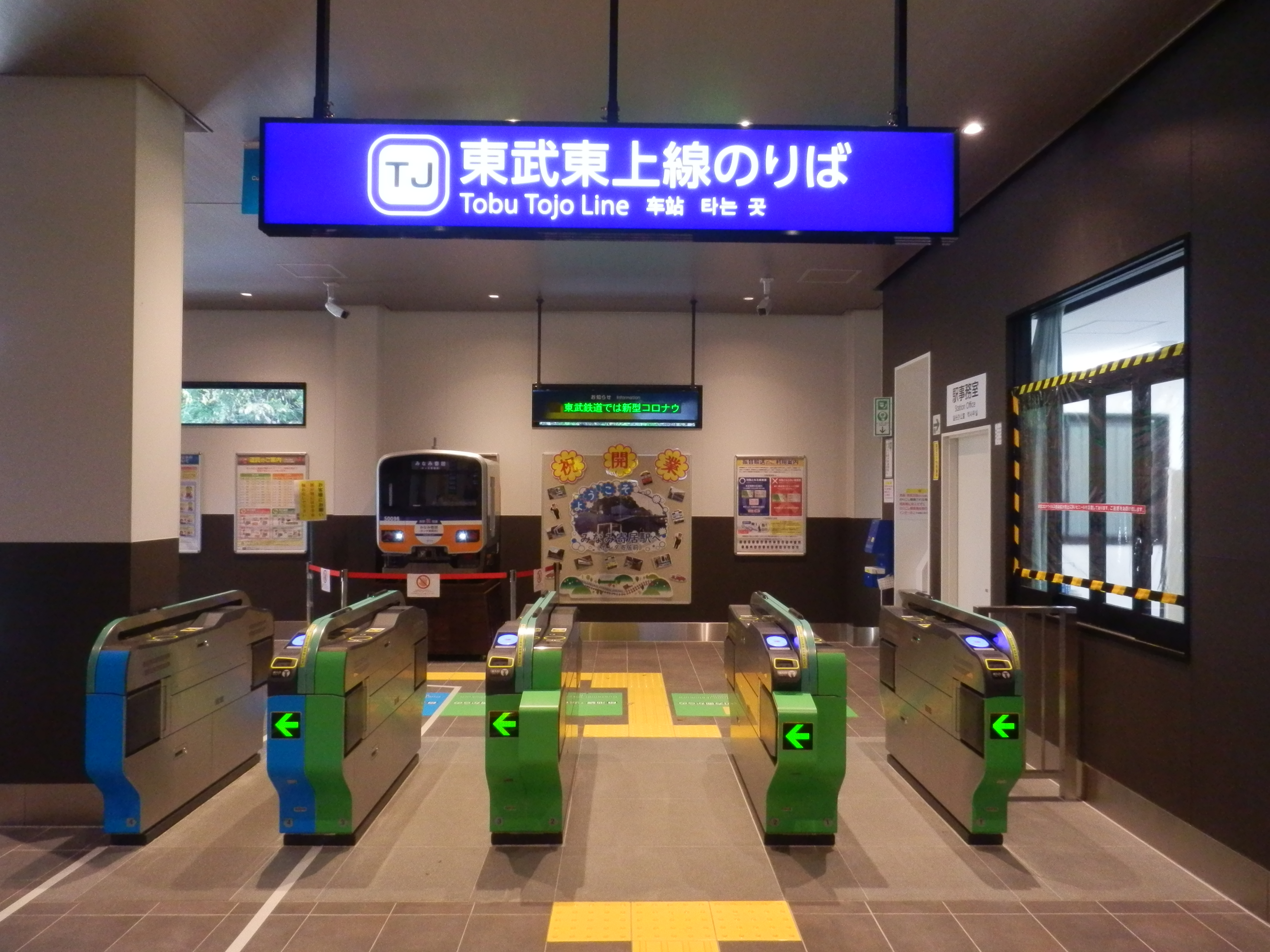
改札口（2020年11月14日）

## 利用状況
2024年度の1日平均乗降人員は2,162人である。
開業後の1日平均乗降人員は下表のとおりである。
| 年度               | 1日平均 乗降人員 | 出典                  |
| ------------------ | ---------------- | --------------------- |
| 2020年（令和02年） | 958              | [ 東武 3 ] [ 備考 1 ] |
| 2021年（令和03年） | 1,145            | [ 東武 4 ]            |
| 2022年（令和04年） | 1,543            | [ 東武 5 ]            |
| 2023年（令和05年） | 1,675            | [ 東武 6 ]            |
| 2024年（令和06年） | 2,162            | [ 東武 1 ]            |

備考
1. ↑  2020年10月31日開業。開業日から翌年3月31日までの計152日間を集計したデータ。

## 運賃計算
運賃計算は、特例として開業から2021年3月12日までは当駅の上り方（池袋方面）からは東武竹沢駅まで、当駅の下り方（寄居方面）からは男衾駅までの運賃と同額とし、池袋方面から東武竹沢駅まで、寄居方面から男衾駅までの乗車券でも当駅に乗降車可能となる措置をとっていた。

## 駅周辺
駅前は細い道路が1本あるのみで、住宅などはなく、開発も計画されていない。道路を北に進むと寄居町富田の集落を経て国道254号・埼玉県道30号飯能寄居線（重複区間）に至る。
駅の東側には寄居カントリークラブの敷地が広がるが、クラブハウスからは離れており、最寄り駅とされていない。
- 本田技研工業 埼玉製作所 完成車工場[12][3]
- 男衾自然公園

## 隣の駅
東武鉄道
 東上本線
東武竹沢駅 (TJ 34) - みなみ寄居駅 (TJ 35) - 男衾駅 (TJ 36)